# Ekenäs (Finland)

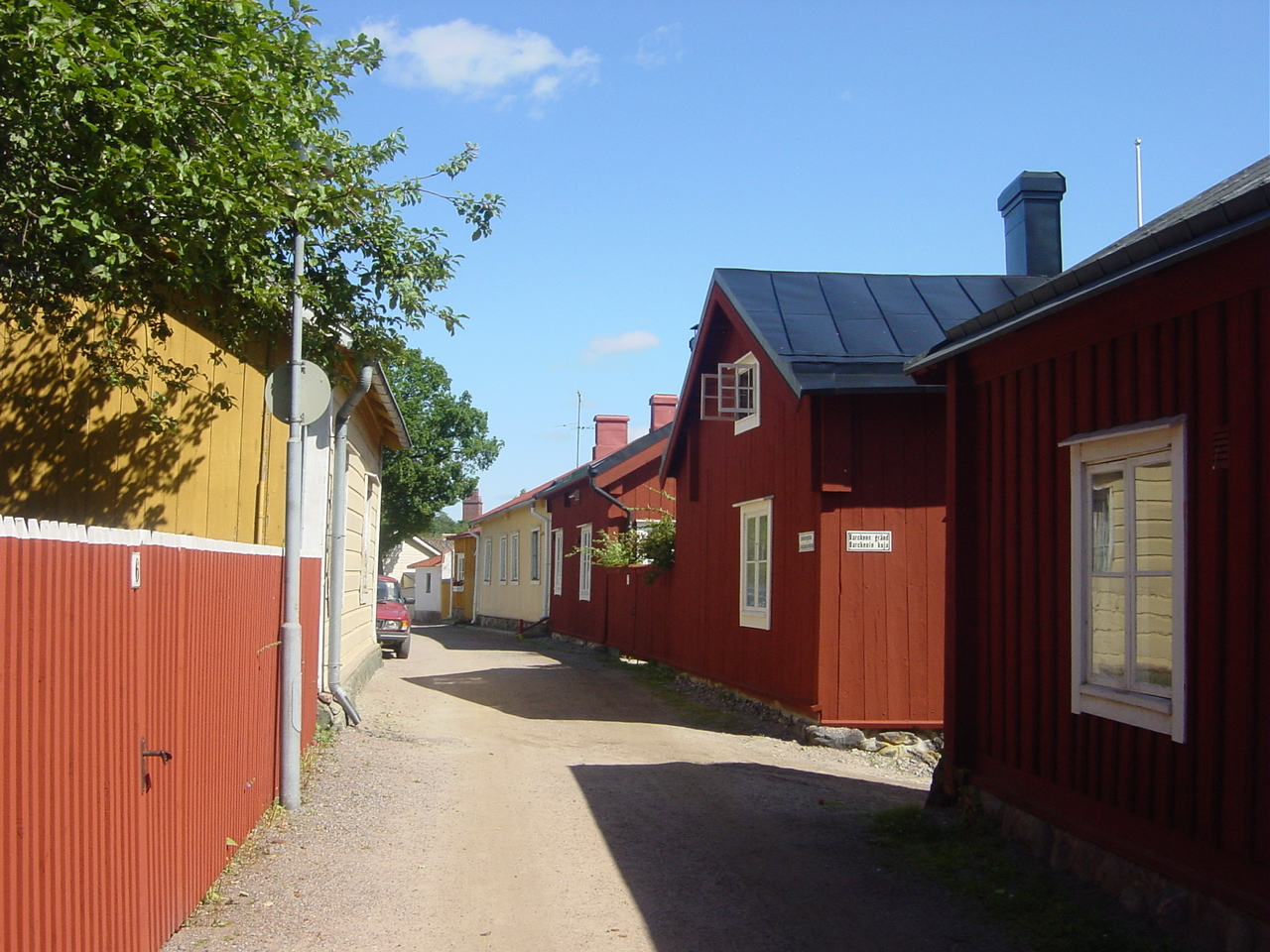
Straat in Ekenäs (2003)

Ekenäs (Fins: Tammisaari) is een stad en voormalige gemeente in de Finse provincie Zuid-Finland en in de Finse regio Uusimaa. Het is het bestuurscentrum van de gemeente Raseborg, die in 2009 ontstond uit een fusie met Karis en Pohja.
De gemeente Ekenäs had een oppervlakte van 721 km² en telde 14.784 inwoners in 2007.
Ekenäs is een tweetalige stad met Zweeds als meerderheidstaal (± 80%) en Fins als minderheidstaal.

## Varia
- In Ekenäs is een straat genoemd naar ontdekkingsreizigster en onderneemster Aina Cederblom: Cederblomsgatan.[1]
- Het kunstmuseum Chappe is gevestigd in Ekenäs.

- Bibliothèque nationale de France: cb165380770 (data)
- Gemeinsame Normdatei: 4328398-6
- International Standard Name Identifier: 0000 0004 7446 2224
- Library of Congress Control Number: n80066838
- MusicBrainz: f2580662-2f94-43a8-a83c-ebea034c55b8
- Nationale Bibliotheek van Tsjechië: ge430125
- Nationale Bibliotheek van Israël: 987007550314405171
- Système universitaire de documentation: 122121015
- Virtual International Authority File: 126215109
- WorldCat: E39PBJhH3V6kqfkVryFwhdMtrq

Askola · Espoo · Hanko · Helsinki · Hyvinkää · Ingå · Järvenpää · Karkkila · Kauniainen · Kerava · Kirkkonummi · Lapinjärvi · Lohja · Loviisa · Myrskylä · Mäntsälä · Nurmijärvi · Pornainen · Porvoo · Pukkila · Raseborg · Sipoo · Siuntio · Tuusula · Vantaa · Vihti
Voormalige gemeenten:
Bromarv · Degerby · Ekenäs · Ekenäs landskommun · Haaka · Huopalahti · Hyvinkään maalaiskunta · Karis · Karjalohja · Kulosaari · Liljendal · Lohjan kunta · Nummi · Nummi-Pusula · Oulunkylä · Pernå · Ruotsinpyhtää · Sammatti · Snappertuna · Tenala